# 加森施托克山
46°58′25″N 8°56′57″E / 46.97365°N 8.949095°E

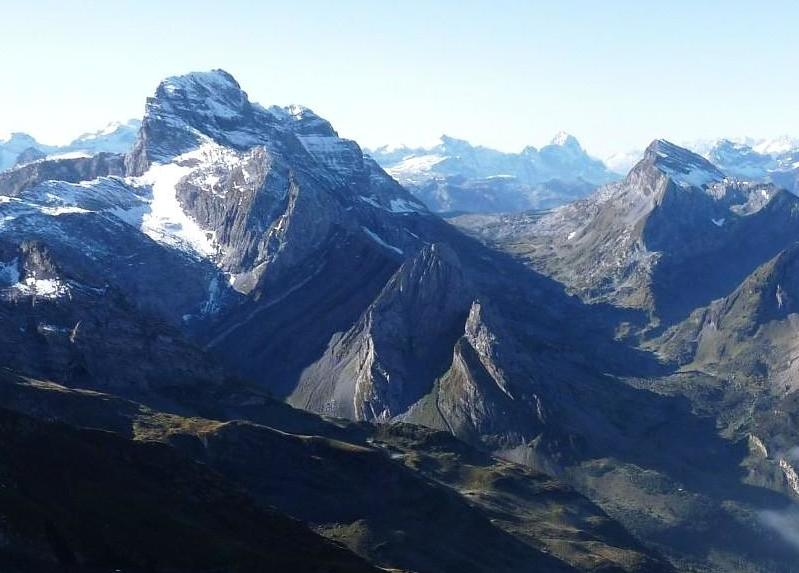

加森施托克山（Gassenstock），是瑞士的山峰，位於該國東部，由格拉魯斯州負責管轄，屬於施維茨阿爾卑斯山脈的一部分，處於伯斯菲倫山以北，海拔高度2,541米。